# Condado de Mercer (Illinois)
El condado de Mercer es un condado estadounidense, situado en el estado de Illinois. Según el censo de los Estados Unidos del 2000, la población es de 16 957 habitantes. La cabecera del condado es Aledo. 

## Geografía
Según la Oficina del Censo de los Estados Unidos, el condado tiene un área total de 655 km² (768 millas²). De éstas (1,453 km² ( 569 mi²) son de tierra y (20 km² 8 mi²) son de agua.

### Colindancias
- Condado de Rock Island - norte
- Condado de Henry - este
- Condado de Knox - sureste
- Condado de Henderson - sur
- Condado de Warren - sur
- Condado de Des Moines (Iowa) - suroeste
- Condado de Louisa (Iowa) - oeste

## Historia
El Condado de Mercer es nombrado en honor de Hugh Mercer, general de la guerra de Independencia de los Estados Unidos.

## Demografía
Según el censo del año 2000, hay 16 957 personas, 6624 cabezas de familia, y 4915 familias que residen en el condado. La densidad de población es de 12 hab/km² (30 hab/mi²). La composición racial tiene:
- 98.37% Blancos (No hispanos)
- 1.27% Hispanos (Todos los tipos)
- 0.29% Negros o Negros Americanos (No hispanos)
- 0.35% Otras razas (No hispanos)
- 0.17% Asiáticos (No hispanos)
- 0.68% Mestizos (No hispanos)
- 0.12% Nativos Americanos (No hispanos)
- 0.01% Isleños (No hispanos)

Hay 6624 cabezas de familia, de los cuales el 32% tienen menores de 18 años viviendo con ellos, el 63.50 % son parejas casadas viviendo juntas, el 7.20 % son mujeres que forman una familia monoparental (sin cónyuge), y 25.80% no son familias. El tamaño promedio de una familia es de 2.53 miembros.
En el condado el 25% de la población tiene menos de 18 años, el 7.30% tiene de 18 a 24 años, el 26.60% tiene de 25 a 44, el 25.40% de 45 a 64, y el 15.90% son mayores de 65 años. La edad media es de 40 años. Por cada 100 mujeres hay 96.9 hombres. Por cada 100 mujeres mayores de 18 años hay 94.2 hombres.
Tabla de la evolución demográfica:
|       | 1900   | 1910   | 1920   | 1930   | 1940   | 1950   | 1960   | 1970   | 1980   | 1990   | 2000   |
| ----- | ------ | ------ | ------ | ------ | ------ | ------ | ------ | ------ | ------ | ------ | ------ |
| TOTAL | 20 945 | 19 723 | 18 800 | 16 641 | 17 701 | 17 374 | 17 149 | 17 294 | 19 286 | 17 290 | 16 957 |

## Economía
Los ingresos medios de un cabeza de familia el condado es de $40 893, y el ingreso medio familiar es $47 192.00 Los hombres tienen unos ingresos medios de $35 138 frente a $22 227 de las mujeres. El ingreso per cápita del condado es de $18 645.00 El 5.80% de la población y el of de las familias están debajo de la línea de pobreza. Del total de gente en esta situación, those tienen menos de 18 y el 8.40% tienen 65 años o más.